# Cryptocentrus cebuanus
Cryptocentrus cebuanus är en fiskart som beskrevs av Herre 1927. Cryptocentrus cebuanus ingår i släktet Cryptocentrus och familjen smörbultsfiskar. Inga underarter finns listade i Catalogue of Life.